# .هاك

شعار هاك.

.هاك (وضوحا "دوت هاك")، هي شركة يابانية متعددة الوسائط تشمل مشروعين: المشروع .هاك و .هاك تكتل. كل المشاريع في المقام الأول إنشاء و تطوير سيبر كونيكت 2 ونشر بانداي. السلسلة  تدور حول بديل تحديد التاريخ في صعود الألفية الجديدة، فيما يتعلق الجانب التكنولوجي بظهور نسخة جديدة من الإنترنت عام 2005 ، وأحداث غامضة فيما يتعلق بشعبية كبيرة في الكون الميديا سلسلة العالم. الشركة، من خلال اتباعها،تهتم بـالأنمي وألعاب الفيديو، وقد تم تكييفها من خلال المانغا, الـروايات و وسائل الإعلام الأخرى ذات الصلة.

## وصلات خارجية
- .هاك// - الرسمية (باليابانية) .
- المشروع .هاك// - الرسمية (باليابانية) .
- .هاك// تكتل الرسمية (باليابانية) .
- .هاك//ثلاثية - الرسمية (باليابانية) .